# 임프로브 컬쳐스
대한민국 인플루언서 매니지먼트
임프로브 컬쳐스(Improve Cultures)는 대한민국의 인플루언서 전문 기획사이다.
2017년부터 오버워치, 배틀그라운드, 브롤스타즈 프로게임단으로 전세계적으로 많은 프로게이머,코치와 감독들을 육성했으며,
2020년부터 크리에이터, 아티스트로 분야를 넓혀 현재는 프로게이머, 이스포츠 리그 전문가, 크리에이터, 라이브커머스 쇼호스트, 아티스트, 스트리머 등 콘텐츠 분야의 전문 매니지먼트, 기업 광고, 공연기획을 주업으로 운영하고 있다.

## 개요
대한민국 성남시에 위치한 이스포츠, 라이브커머스, 인플루언서, 크리에이터 전문 매니지먼트 기획사이다.
2017년에 주식회사 엔씨이엔엠으로 인천광역시에 설립되었다.
2017년 오버워치의 프로게임단 ‘폭시즈 프로게임단’ 을 운영하며, 오버워치 리그 역사상 최단기로 APEX 준결승전까지 진출했었지만, 러너웨이를 만나 패배하였다.
현재 오버워치 리그에 생각보다 많은 선수를 배출했으며, 오버워치 리그 유명 코치인 샌프란시스코 쇼크의 박대희 코치도 폭시즈 프로게임단 출신이다.
2018년부터 인천광역시의 이스포츠 대표팀을 운영했었다.
오버워치 외로 펜타스톰, 브롤스타즈, 배틀그라운드의 프로게임단을 운영했다.
2021년부터 성남시 판교로 사옥을 이전하고, 글로벌 스포츠, 뷰티 에이전시 기업인 임프로브 헬스케어와 가족회사 협약 후 사명이 현재의 임프로브 컬쳐스로 변경되었다. 임프로브컬쳐스는 현재 성남시의 대표 이스포츠 게임단 ‘성남 제노알파’ 배틀그라운드 팀을 운영하고 있다.

## 이스포츠

### 오버워치
- (2017~2018) 폭시즈 프로게임단

현재의 임프로브 컬쳐스의 발단이 된 팀이다.
오버워치 리그 출범 후 유일하게 최하위 리그부터 최단기간에 최상위 리그까지 진출하며 여러 이스포츠 씬 대규모 팀들과 견준 팀이다.
생각보다 많은 수의 선수들을 해외 오버워치 리그에 진출시켰으며, 블리자드 주최의 APEX S2에서는 준결승까지 진출했지만 러너웨이를 만나 패배하였다.
로지텍과 인천광역시의 후원을 받았던 팀이다.
- (2017~2018) 엔씨 울브즈

폭시즈 프로게임단의 전 명칭인 NC FOXES의 아카데미 팀이다. 맥스틸 FATCAT 팀을 인수하여 아카데미화하였지만, 폭시즈 프로게임단과 합쳐지며 사실상 해체되었다. 이후 남은 선수들은 GC 부산팀으로 이동하였다.
- (2018~2019) 인천 화이트웨일

인천광역시 연고팀의 이미지를 가득 품은 고래단 이란 별명으로 많은 팬들에게 사랑받은 오버워치 팀이다. 폭시즈 프로게임단 후속팀으로 활동하였으나, 유명 선수들이 대부분 해외 오버워치 리그로 이적됨에 따라 전력에 큰 손실을 입고 내리막 성적을 겪고 오버워치 게임의 인기가 사그러듬에 따라 함께 해체되며 많은 팬들에게 아쉬움을 안겨주었다.

### 왕자영요(펜타스톰)
- (2017) 엔씨 라이언즈

엔씨이엔엠이 운영한 펜타스톰 팀이다. 한국 펜타스톰 리그 1세대 팀이며, 한국 최초로 국가대표팀까지 선발되며 승승장구 하였지만, 펜타스톰이 국내 흥행에 실패하면서 결국 해체되었다.

### 브롤스타즈
- (2020) 엔씨 스타즈

인천시의 브롤스타즈 대표 이스포츠팀으로 2020년 활동했다.
대회 결승 전에서도 자주 보이던 실력파 팀이었지만, 코로나 등으로 대회가 축소되며 대회가 뜸해지며 2021년 해체되었다.

### 배틀그라운드
- (2021~2023) 성남 제노알파

성남시의 배틀그라운드 대표 이스포츠팀으로 2021년도부터 활동하고 있다.
김승원 팀장, 강윤하, 성정윤, 임현우 선수로 구성되어 있는 팀이다.
전 멤버
이현(Hyun))
강윤하(Violet)
임현우(FL1X) : FSS로 이적.
성정윤(Zephyros) : FSS로 이적.
신승훈(Dr2y)
(Ta4d)
박재홍(Fiddle) 은퇴

## 후원 도시

### 인천광역시
후원 기간:(2018-2020)

### 성남시
후원 기간:(2021-현재)